# Tyloxoles discordans
Tyloxoles discordans är en skalbaggsart som först beskrevs av Newman 1842.  Tyloxoles discordans ingår i släktet Tyloxoles och familjen långhorningar.
Artens utbredningsområde är Filippinerna. Inga underarter finns listade i Catalogue of Life.